# Stazione di Veggia
La stazione di Veggia è una fermata ferroviaria posta sulla ferrovia Reggio Emilia-Sassuolo, a servizio della frazione Veggia di Casalgrande. È gestita dalle Ferrovie Emilia-Romagna (FER).

## Storia
La fermata venne attivata il 7 settembre 1891; funse da capolinea meridionale della linea ferroviaria proveniente da Reggio Emilia fino al 3 dicembre 1892, quando fu completato il tratto ferroviario tra Veggia e Sassuolo.

## Strutture e impianti
La fermata è dotata di un unico binario, servito da un marciapiede basso (25 cm). Non sono presenti sottopassi.
Il sistema di informazioni ai viaggiatori è esclusivamente sonoro, senza tabelloni video di stazione.

## Movimento
La fermata è servita dai treni di Trenitalia Tper in servizio sulla tratta Reggio Emilia-Sassuolo, con undici corse quotidiane tra i due capolinea,, nell'ambito del contratto di servizio stipulato con la regione Emilia-Romagna.
A novembre 2019, la stazione risultava frequentata da un traffico giornaliero medio di circa 165 persone (79 saliti + 86 discesi).